# ريتشارد فيرينك
ريتشارد فيرينك (بالفرنسية: Richard Virenque)‏ (و. 1969  م) هو دراج فرنسي، ولد في الدار البيضاء، مركز لعبه هو متخصص التسلق ‏.

## التصنيف
| السنة      | 1993 | 1994 | 1995 | 1996 | 1997 | 1998 | 1999 | 2000 | 2001 | 2002 | 2003 |
| ---------- | ---- | ---- | ---- | ---- | ---- | ---- | ---- | ---- | ---- | ---- | ---- |
| تصنيف UCI  | 92   | 21   | 12   | 7    | 14   | 47   | 63   | 56   | 87   | 69   | 69   |
| كأس العالم | -    | -    | -    | -    | 17   | -    | -    | -    | -    | -    | -    |
|            |      |      |      |      |      |      |      |      |      |      |      |
| مصدر: UCI  |      |      |      |      |      |      |      |      |      |      |      |

## سجل الفوز

### سباقات أو مراحل فاز بها
| التاريخ        | السباق                                                     | المركز                                                                        |
| -------------- | ---------------------------------------------------------- | ----------------------------------------------------------------------------- |
| 01 يناير 1992  | بولينورماند 1992                                           |                                                                               |
| 03 مايو 1992   | Trophée des Grimpeurs 1992                                 | الثاني في التصنيف العام                                                       |
| 30 مايو 1992   | جراند بريكس دو بلومليك-موربيهان 1992                       | التاسع في التصنيف العام                                                       |
| 26 يوليو 1992  | سباق طواف فرنسا 1992                                       | الثاني في تصنيف أفضل شاب، الثاني في تصنيف الجبال، المرتبة 25 في التصنيف العام |
| 09 أبريل 1993  | طواف إقليم الباسك 1993                                     | الثالث في تصنيف الجبال                                                        |
| 25 يوليو 1993  | سباق طواف فرنسا 1993                                       | المرتبة 19 في التصنيف العام                                                   |
| 20 أغسطس 1993  | طواف ليموزين 1993                                          |                                                                               |
| 01 يناير 1994  | 1994 سباق الطريق في بطولة العالم لسباق الدراجات على الطريق |                                                                               |
| 01 يناير 1994  | 1994 Circuit de l'Aulne                                    | الفائز في التصنيف العام                                                       |
| 01 يناير 1994  | كأس فرنسا لركوب الدراجات على الطريق 1994                   | الثاني في تصنيف النقاط                                                        |
| 19 فبراير 1994 | طواف هوت فار 1994                                          | السابع في التصنيف العام                                                       |
| 23 يونيو 1994  | روتي دو سود 1994                                           |                                                                               |
| 23 أغسطس 1994  | جي بي واست-فرنسا 1994                                      |                                                                               |
| 04 سبتمبر 1994 | Trophée des Grimpeurs 1994                                 | الفائز في التصنيف العام                                                       |
| 01 يناير 1995  | بولينورماند 1995                                           | الفائز في التصنيف العام                                                       |
| 29 مايو 1995   | جائزة دو ميدي ليبر الكبرى 1995                             |                                                                               |
| 01 يناير 1996  | 1996 Circuit de l'Aulne                                    |                                                                               |
| 01 يناير 1996  | غران بيمونتي 1996                                          | الفائز في التصنيف العام                                                       |
| 26 مايو 1996   | جائزة دو ميدي ليبر الكبرى 1996                             |                                                                               |
| 09 يونيو 1996  | سباق دوفين للدراجات 1996                                   |                                                                               |
| 29 سبتمبر 1996 | 1996 Coppa Placci                                          |                                                                               |
| 01 يناير 1997  | 1997 Circuit de l'Aulne                                    |                                                                               |
| 04 فبراير 1997 | سباق جائزة لا مارسيليس الكبرى 1997                         | الفائز في التصنيف العام                                                       |
| 27 يوليو 1997  | سباق طواف فرنسا 1997                                       | الأول في تصنيف الجبال، الثاني في التصنيف العام                                |
| 10 أغسطس 1997  | بولينورماند 1997                                           | الفائز في التصنيف العام                                                       |
| 01 يناير 1998  | بطولة سباق الطرق الفرنسية 1998                             |                                                                               |
| 03 فبراير 1998 | سباق جائزة لا مارسيليس الكبرى 1998                         |                                                                               |
| 15 فبراير 1998 | 1998 تور ميديترانين                                        |                                                                               |
| 01 يناير 1999  | بولينورماند 1999                                           |                                                                               |
| 25 يوليو 1999  | سباق طواف فرنسا 1999                                       | الأول في تصنيف الجبال، الثامن في التصنيف العام                                |
| 07 أكتوبر 2001 | باريس تورز 2001                                            | الفائز في التصنيف العام                                                       |
| 01 يناير 2003  | بطولة سباق الطرق الفرنسية 2003                             |                                                                               |
| 27 يوليو 2003  | سباق طواف فرنسا 2003                                       | الأول في تصنيف الجبال، المرتبة 16 في التصنيف العام                            |
| 25 يوليو 2004  | سباق طواف فرنسا 2004                                       | الفائز في تصنيف القتال                                                        |

## وصلات خارجية
- ريتشارد فيرينك في قاعدة بيانات الأفلام على الإنترنت
- ريتشارد فيرينك  على موقع SportsReference  - سبورتس رفرنس